# 明安答儿
明安答儿（?—?），籍貫唐兀，元朝政治人物。

## 生平
1329年接替赵尚忠任松江府知府一职，1332年由李也先不花接任。